# Перо Латиновић
Перо Латиновић (Врточе, код Петровца, 1918 — Београд) био је учесник Народноослободилачке борбе, мајор ЈНА и носилац Партизанске споменице.

## Биографија
Перо Латиновић је рођен 1918. године у Врточу (заселак Кула), код Петровца. Отац му је био Ђуро Ђуран, звани Ђуђо и Лиђо. Мајка му је била Мика Пилиповић Дајановић из Врточа, која је била Ђуђина прва жена. Након њене смрти Ђуђо се поново оженио. Перо је одрастао у вишечланој породици са четири брата и двије сестре. Браћа Илија и Никола су такође били борци НОР-а. Потиче из земљорадничке породице. Прије рата био је радник. Женио се два пута. Из првог брака, са супругом Мицом, добио је сина Слободана и ћерку Љиљу. Други пут је оженио је Даницу Атлагић Перкић из Врточа, са којом није имао дјеце.
По окупацији Југославије, укључио се у припреме оружаног устанка. 27. јула 1941. Од првих дана учествовао је у устаничким и герилским акцијама. Борио се у саставу Треће крајишке бригаде. Важио је за поузданог борца, који је у нападу био међу првима, а у оступању међу посљедњима.
Члан КПЈ постао је 1944. године. Учесник је Битке на Сутјесци и Битке на Неретви.
У рату је обављао више дужности. Почетком рата био је борац. Борио се у саставу врточке чете (касније 2. чете 1. батаљона) Треће крајишке бригаде, а потом и у саставу 2. батаљона Треће крајишке бригаде. Крајем рата био је командир чете. У рату је рањаван. Рањен је 1943. године на Радуши, током Битке на Неретви.
Након рата служио је као официр у ЈНА. Радио је на пословима безбједности. Пензионисан је у чину мајора.
Носилац је Партизанске споменице 1941.
Живио је у Београду. У Београду је умро, а тамо је и сахрањен.